# Dreamspace
Albums de Stratovarius
Twilight Time
(1992) Fourth Dimension
(1995)
Dreamspace est le troisième album du groupe finlandais de power metal Stratovarius, publié le 9 février 1994, par Noise Records.

## Liste des chansons
Toute la musique est composée par Timo Tolkki.
| No  | Titre                      | Durée |
| --- | -------------------------- | ----- |
| 1.  | Chasing Shadows            | 4:38  |
| 2.  | 4th Reich                  | 5:49  |
| 3.  | Eyes of the World          | 5:56  |
| 4.  | Hold on to Your Dream      | 3:34  |
| 5.  | Magic Carpet Ride          | 4:49  |
| 6.  | We Are the Future          | 5:19  |
| 7.  | Tears of Ice               | 5:15  |
| 8.  | Dreamspace                 | 5:57  |
| 9.  | Reign of Terror            | 3:28  |
| 10. | Thin Ice                   | 4:23  |
| 11. | Atlantis                   | 1:07  |
| 12. | Abyss                      | 4:59  |
| 13. | Shattered                  | 3:29  |
| 14. | Wings of Tomorrow          | 5:09  |
| 15. | Full Moon (Bonus japonais) | 4:33  |